# Contea di Yarmouth
La contea di Yarmouth è una contea della Nuova Scozia in Canada. Al 2006 contava una popolazione di 26.277 abitanti.